# Poecilasthena anthodes
Poecilasthena anthodes är en fjärilsart som beskrevs av Edward Meyrick 1891. Poecilasthena anthodes ingår i släktet Poecilasthena och familjen mätare. Inga underarter finns listade i Catalogue of Life.

## Bildgalleri

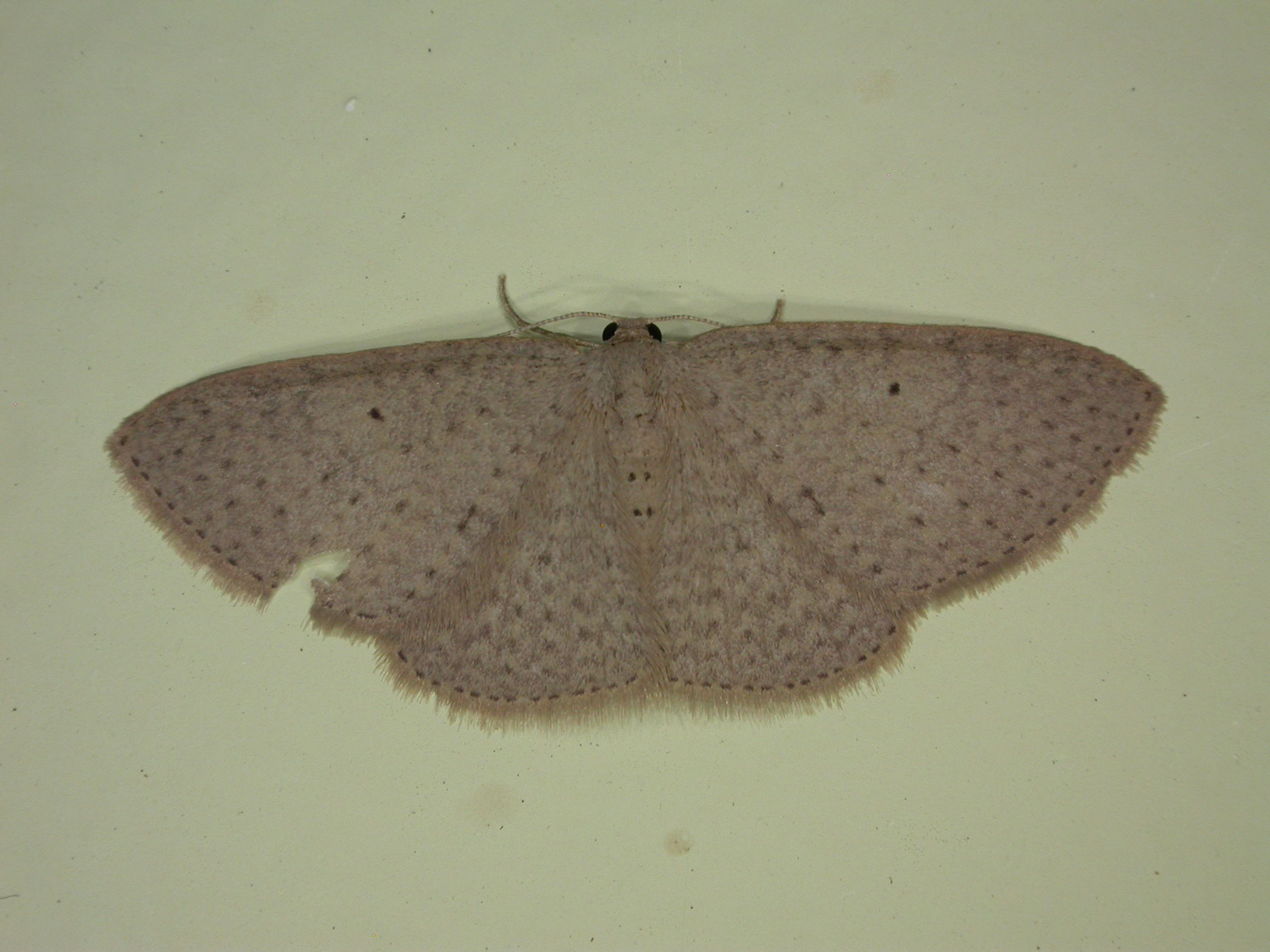